# 飛鳥村 (三重県)
飛鳥村（あすかむら）は三重県南牟婁郡にあった村。現在の熊野市飛鳥町各町にあたる。

## 地理
- 山岳：大蛇峰、龍門山、ゲジョ山、保色山、高代山
- 河川：大又川、備後川

## 歴史
- 1889年（明治22年）4月1日 - 町村制の施行により、大又村・小又村・小阪村・佐渡村・野口村・神山村の区域をもって発足。
- 1936年（昭和11年）4月3日 - 飛鳥村小又から南輪内村賀田を結ぶ鳥越林道が開通[1]。
- 1954年（昭和29年）11月3日 - 木本町・荒坂村・新鹿村・泊村・有井村・神川村・五郷村と合併して熊野市が発足。同日飛鳥村廃止。

## 交通

### 鉄道路線
- なし。1912年には下北山村と尾鷲市南輪内を結ぶ南紀軽便鉄道の鉄道敷設免許が取得され、当町も経由予定であったが1915年に失効している[2]。

### 道路
- 国道170号（現・国道42号）